# George IV
Pour les articles homonymes, voir George du Royaume-Uni.
George IV, né George Augustus Frederick à Londres le 12 août 1762 et mort le 26 juin 1830 au château de Windsor, est roi du Royaume-Uni de Grande-Bretagne et d'Irlande et de Hanovre du 29 janvier 1820 jusqu'à sa mort.
En raison de la maladie mentale de son père, le roi George III, George est prince-régent de 1811 à son accession au trône. Il mène un style de vie extravagant qui contribue aux modes de la Régence anglaise. Il est également un mécène pour de nouvelles formes d'arts, de goûts et de loisirs ; musicien, il entretient une relation d'amitié avec Rossini qui lui donne de nombreuses leçons de chant. Il fait appel à l'architecte John Nash pour construire le pavillon royal de Brighton et reconstruire le palais de Buckingham, et à Jeffry Wyatville pour la reconstruction du château de Windsor. Il joue également un grand rôle dans la fondation de la National Gallery et du King's College de Londres.
Ses rapports avec son père et son épouse Caroline de Brunswick sont détestables et il fait interdire à sa femme d'assister à son couronnement. Il présente l'impopulaire Pains and Penalties Bill de 1820 dans une tentative désespérée et infructueuse de dissoudre son mariage. Pour la plus grande partie de la régence et du règne de George IV, lord Liverpool contrôle le gouvernement en tant que Premier ministre du Royaume-Uni. Les gouvernements successifs de George IV, sans grand soutien de la part du roi, président à la victoire dans les guerres napoléoniennes, négocient les traités de paix et tentent de gérer les malaises sociaux et économiques qui suivent. Le roi doit accepter George Canning au poste de ministre des Affaires étrangères puis de Premier ministre, ainsi qu'abandonner son opposition à l'émancipation des catholiques.
Son charme et sa culture lui valent le titre de « premier gentleman d'Angleterre ». Mais, ses relations difficiles avec son père et son épouse, ainsi que sa vie dissolue entrainent le mépris de son peuple et affaiblissent le prestige de la monarchie. Les contribuables sont irrités par ses fortes dépenses en temps de guerre. De fait, il ne représente pas une figure nationale en temps de crise, ni un modèle pour son peuple et ses ministres trouvaient son comportement égoïste, peu fiable et irresponsable.

## Jeunesse et débuts

### Naissance et famille

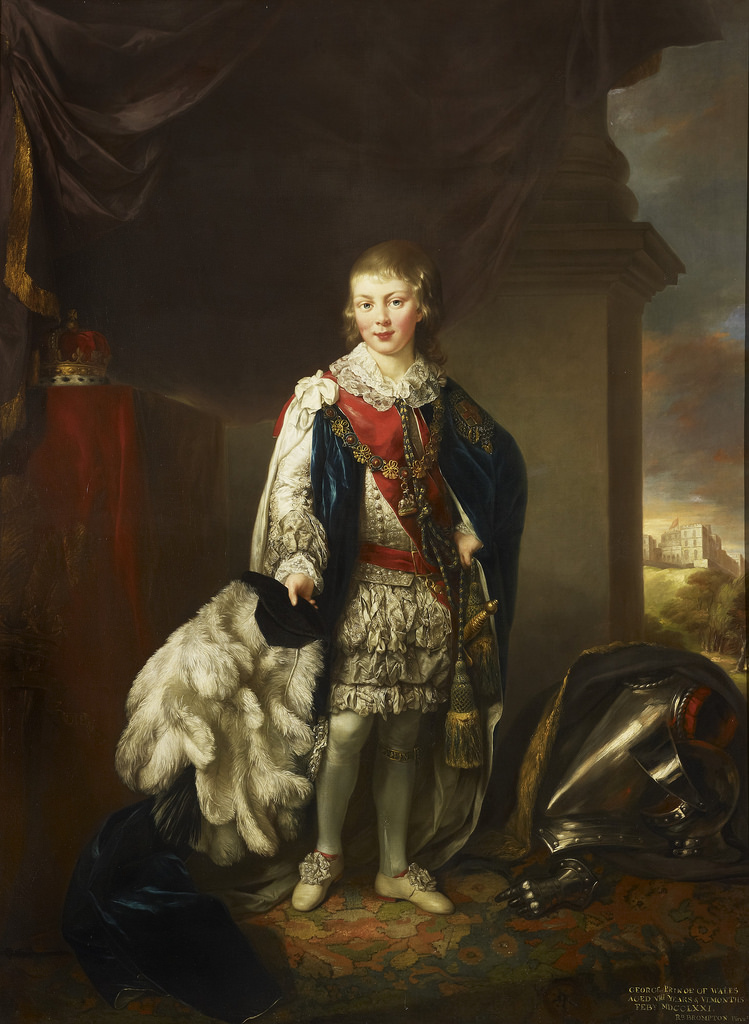
Le prince George, alors prince de Galles.

Le prince George est né au palais Saint James à Londres le 12 août 1762 ; il est le premier fils du roi George III et de la reine Charlotte. En tant que fils aîné du monarque britannique, il devient automatiquement duc de Cornouailles et duc de Rothesay à sa naissance ; il est fait prince de Galles et comte de Chester quelques jours après. Le 18 septembre, il fut baptisé par l'archevêque de Cantorbéry, Thomas Secker. Ses parrains sont le duc de Mecklembourg-Strelitz (son oncle maternel qui est représenté par le duc de Devonshire, le lord-chambellan), le duc de Cumberland (son double-grand-oncle paternel) et Augusta de Saxe-Gotha-Altenbourg (sa grand-mère paternelle). George est un étudiant talentueux qui apprend rapidement le français, l'allemand et l'italien en plus de l'anglais.

### Jeunes années
À l'âge de 18 ans, il reçoit une résidence séparée et en contraste avec la vie prosaïque et sans esclandres de son père, il entre avec enthousiasme dans une vie de débauche impliquant l'abus d'alcool et de nombreuses maîtresses. Saoul et sobre, il excelle dans l'art de la conversation et a des goûts sûrs, quoique coûteux, dans la décoration de sa résidence. Cela est un manque de jugement particulièrement important compte tenu de l'extraordinaire pauvreté de nombreux Londoniens, adultes et enfants, qui vivent dans la rue.
Le prince atteint l'âge de 21 ans en 1783 et il obtient une concession de 60 000 £ (environ 7,422 millions de livres de 2011,) de la part du Parlement et une dotation annuelle de 50 000 £ (environ 6,185 millions de livres de 2011,) de la part de son père. C'est cependant bien trop faible par rapport à ses besoins ; les écuries coûtent à elles seules 31 000 £ par an (environ 3,834 millions de livres de 2011,). Il s'installe ensuite à Carlton House où il vit une vie extravagante. L'animosité s'accroit entre le prince et son père qui désire que l'héritier adopte un mode de vie plus austère. Le roi, de tendance conservatrice, est irrité par le soutien du prince à Charles James Fox et à d'autres politiques radicaux.

### Mariage

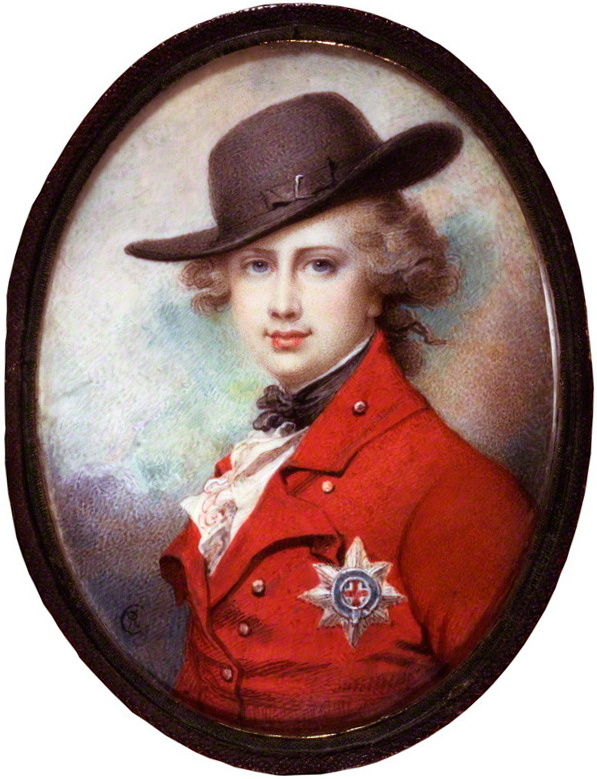
Le prince George de Galles représenté par Richard Cosway vers 1780-1782.

Peu après son 21e anniversaire, le prince tombe amoureux de Maria Anne Fitzherbert, une roturière catholique de six ans son aînée qui a perdu ses deux premiers époux. Malgré son inadaptation complète, le prince est déterminé à l'épouser. Cela entre en violation de l'Acte d'établissement qui interdit à l'épouse d'un catholique de monter sur le trône et au Royal Marriages Act de 1772 qui interdit le mariage sans le consentement du roi jusqu'en 2011.
Néanmoins, le couple se marie discrètement le 15 décembre 1785 dans la résidence de Maria à Park Street, dans le quartier londonien de Mayfair. Légalement l'union n'est pas valide car le consentement n'est jamais accordé (et ne l'est d'ailleurs jamais demandé). Cependant, Maria Fitzherbert considère qu'elle est l'épouse véritable et canonique du prince car elle tient la loi de l'Église comme supérieure à la loi de l'État. Pour des raisons politiques, l'union reste secrète et Maria Fitzherbert promet de ne jamais la révéler.
Le prince contracte des dettes du fait de son mode de vie extravagant. Son père refuse de le soutenir financièrement et il est forcé de quitter Carlton House et de vivre dans la résidence de Maria Fitzherbert. En 1787, les alliés politiques du prince lui proposent de réduire ses dettes en votant une dotation parlementaire. Les relations entre George et Maria Fitzherbert sont soupçonnées et la révélation du mariage illégal aurait scandalisé la nation et empêché toute dotation parlementaire pour l'aider. Agissant sous l'autorité du prince, le chef whig Charles James Fox déclare que l'histoire est une pure invention. Maria Fitzherbert n'est pas heureuse des négations publiques du mariage dans des termes si véhéments et elle songe à arrêter ses relations avec le prince. Il l'apaise en demandant à un autre whig, Richard Brinsley Sheridan, de réaffirmer les déclarations énergiques de Fox dans des termes plus prudents. Le parlement, dans le même temps, accorde au prince 161 000 £ (environ 19,917 millions de livres de 2011,) pour payer ses dettes et 60 000 £ pour des aménagements à Carlton House,,.
En 1790, le prince de Galles se rend à Brighton pour soutenir l'ouverture du premier établissement de bains de mer de l'histoire, fondé par John Latham.

### Crise de la régence de 1788

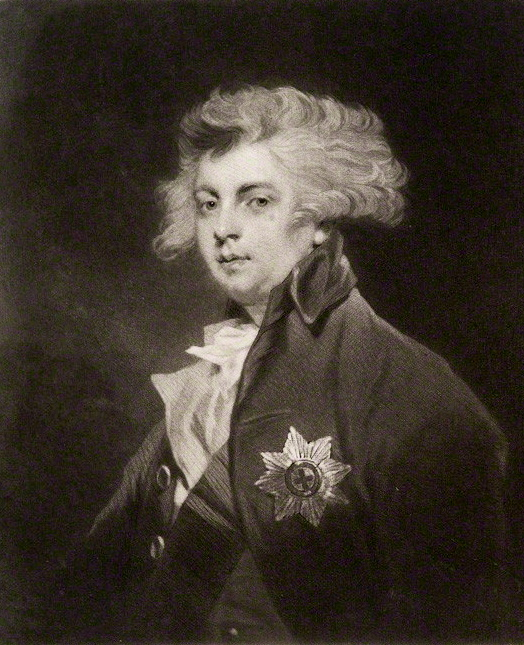
Portrait de George réalisé par Joshua Reynolds en 1785.

On pense aujourd'hui que le roi George III souffrait d'une maladie héréditaire appelée porphyrie. Des troubles mentaux sont l'un des symptômes de la maladie et la santé mentale du roi se détériore à l'été 1788. Mais, il est néanmoins capable de se décharger de certains de ses devoirs et de déclarer la prorogation (suspension) du Parlement du 25 septembre au 20 novembre. Durant la prorogation, la santé de George III s'aggrave et il constitue alors une menace pour lui-même. Lors de la reprise de la session parlementaire en novembre, le roi est incapable de prononcer le traditionnel discours du Trône. Le Parlement se trouve dans une position insoutenable : selon la loi établie, le Parlement ne pouvait procéder à aucune affaire jusqu'au discours du souverain à l'ouverture du Parlement,.
Pour contourner cette impasse, le Parlement se donne le droit de débattre de la possibilité de mettre en place une régence. À la Chambre des Communes, Charles James Fox déclare qu'en qualité de fils aîné du roi, le prince de Galles peut assumer cette régence pendant la durée de l'incapacité de son père. Le Premier ministre William Pitt a néanmoins une opinion opposée sur le sujet et il avance qu'en l'absence d'un statut à effet contraire, seul le Parlement est habilité à choisir le régent. Il déclare même que sans autorité parlementaire « le prince de Galles n'avait pas plus le droit […] d'assumer le gouvernement, que n'importe quel autre sujet du pays ». Tout en étant en désaccord avec le principe de base de la régence, William Pitt est d'accord avec Fox sur le fait que le prince de Galles est le candidat le plus adapté pour le poste de régent,.

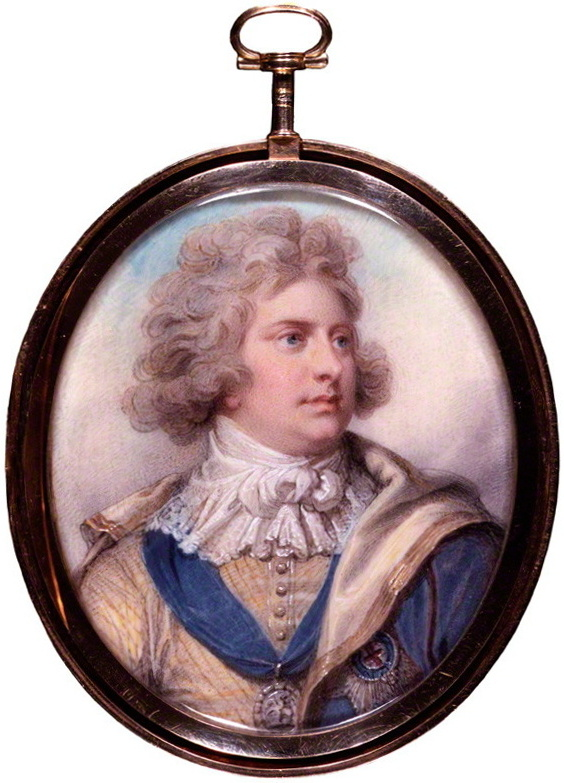
Miniature de George réalisée par Richard Cosway (1792).

Le prince de Galles, bien qu'offensé par la hardiesse des propos de Pitt le Jeune, n'apporte pas un soutien total à Fox. Le frère cadet du prince, Frederick d'York, déclare que son frère ne tenterait pas d'exercer le pouvoir sans obtenir le consentement du Parlement. Après le passage des premières résolutions, Pitt expose son plan pour la régence et propose que les pouvoirs du prince de Galles soient considérablement limités. Entre autres, le prince de Galles ne pourrait vendre la propriété du roi ou accorder une pairie à toute personne autre qu'un enfant du roi. Le prince de Galles dénonce l'arrangement de Pitt, déclarant qu'il s'agissait d'« un projet pour produire de la faiblesse, du désordre et de l'insécurité dans chaque branche de l'administration des affaires ». Dans l'intérêt du royaume, les deux partis s'accordent sur ce compromis.
Néanmoins, le vote d'une loi sur la régence ne peut se faire que si le Parlement est en séance et celles-ci ne peut reprendre qu'après un discours du Trône. Légalement, le discours du trône est délivré par le roi mais peut également être donné par des représentants royaux appelés Lords commissaires. Mais, aucun document ne peut autoriser les Lords commissaires à agir à moins que le grand sceau du Royaume-Uni n'y soit apposé et celui-ci ne peut pas être apposé légalement sans l'autorisation préalable du roi. Pitt et les membres de son ministère ignorent cette dernière condition et demandent au lord chancelier d'apposer son cachet sans le consentement du roi. Cette fiction juridique est dénoncée par Edmund Burke comme un « mensonge flagrant », une « absurdité palpable » et même une « véritable fraude ». Néanmoins, d'autres membres du Parlement estiment qu'un tel arrangement est nécessaire pour préserver un gouvernement efficace. En conséquence, le 3 février 1789, plus de deux mois après sa réunion, le Parlement est solennellement ouvert par un groupe « illégal » de Lords commissaires. La loi sur la Régence est présentée, mais avant qu'elle puisse être votée l'état de santé de George III s'améliore nettement. Ayant retrouvé ses esprits, George III déclare la loi autorisant les Lords commissaires à agir comme valide,.

### Mariage et maîtresses

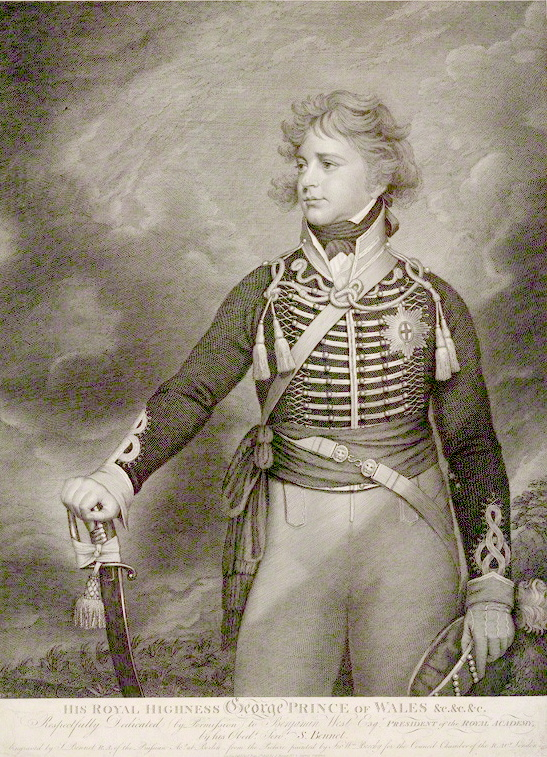
George en 1798, d'après une peinture de Sir William Beechey.

Les dettes du prince de Galles continuent de s'accroître, et son père refuse de l'aider à moins qu'il n'épouse sa cousine, la princesse Caroline de Brunswick. En 1795, le prince accepte et le mariage est organisé le 8 avril dans la chapelle royale du palais Saint James. Cette union est un désastre. Dès la naissance de leur fille Charlotte en 1796, ils se séparent. Le prince de Galles reste attaché à Marie Anne Fitzherbert pour le reste de sa vie, en dépit de ses différentes tromperies.
Les maîtresses de George sont Mary Robinson, une actrice dont le silence est acheté avec une généreuse pension pour éviter que celle-ci ne publie dans les journaux les lettres très compromettantes du prince de Galles ; Grace Elliott, l'épouse d'un médecin et Frances Villiers qui domine sa vie pendant quelques années. Vers la fin de son règne, ses maîtresses sont Isabella Seymour-Conway, marquise d'Herford et Elizabeth Conyngham, marquise Conyngham, qui sont toutes deux mariées à des aristocrates.
George aurait eu plusieurs enfants illégitimes. Maria Fitzherbert avance que James Ord (né en 1786), qui déménage aux États-Unis et devient prêtre jésuite, serait son fils. À la fin de sa vie, le roi déclare à un ami qu'il a eu un fils qui est devenu officier dans la marine dans la Caraïbe ; la parolière Lady Anne Lindsay rapporte qu'il s'agit du capitaine Henry A. F. Hervey (1786-1824). Parmi les autres enfants supposés figurent le major George Seymour Crole, le fils de la fille d'une gestionnaire de théâtre appelée Eliza Crole ou Fox ; William Hampshire, le fils de Sarah Brown, l'une de ses maîtresses et Charles « Beau » Candy, le fils d'une Française avec ce surnom. Anthony Camp, le directeur de la Société des Généalogistes avance qu'il est peu probable que George IV ait été le père d'Ord, d'Hervey, d'Hampshire et de Candy.
Le problème des dettes du prince de Galles qui atteignent en 1795 le montant extraordinaire de 630 000 £ (environ 77,935 millions de livres de 2011,) est résolu temporairement par le Parlement. Ne voulant pas faire un don direct pour soulager ses dettes, il lui accorde une dotation supplémentaire de 65 000 £ (environ 8,041 millions de livres de 2011,) par an. En 1803, 63 000 £ supplémentaires (environ 7,793 millions de livres de 2011,) sont ajoutés et les dettes de 1795 du prince sont finalement effacées en 1806 même si les dettes accumulées depuis 1795 restent,.
En 1804, une dispute éclate sur la garde de la princesse Charlotte, confiée au roi George III. L'affrontement entraîne également la mise en place d'une commission d'enquête parlementaire sur la conduite de la princesse Caroline après que le prince de Galles a été accusé d'avoir eu un fils illégitime. L'enquête reconnait Caroline innocente mais révèle sa conduite anticonformiste.

## Prince-régent du Royaume-Uni

### Prise de pouvoir

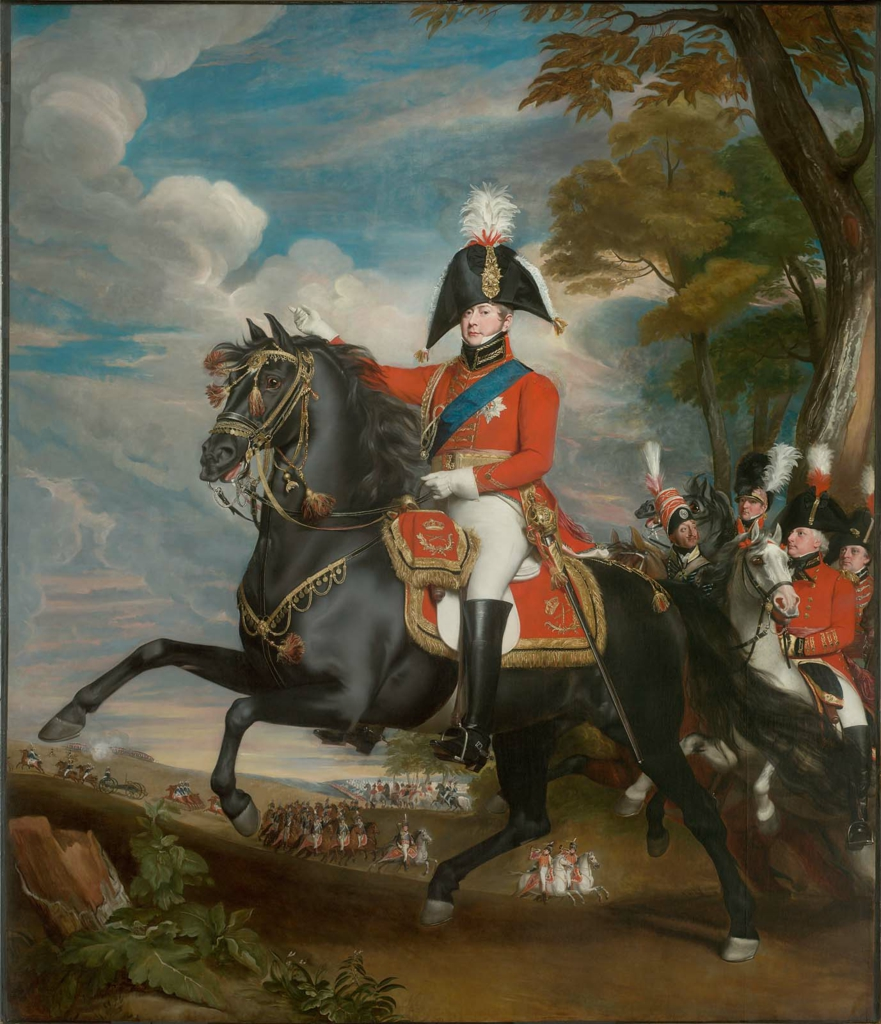
Le futur roi George IV vers 1809, huile sur toile de John Singleton Copley.

À la fin de l'année 1810, George III est à nouveau submergé par la folie à la suite de la mort de sa fille cadette, la princesse Amélie. Le Parlement s'accorde pour suivre le précédent de 1788 ; sans le consentement du roi, le lord chancelier appose le grand sceau du Royaume-Uni à la lettre patente nommant les Lords commissaires. Ces derniers, au nom du roi, signifient l'accord de la sanction royale à la loi qui devient la Loi sur la Régence de 1811. Le Parlement limite certains pouvoirs du prince-régent. Les contraintes expirent un an après le passage de la loi. Le prince de Galles devient prince-régent le 5 février 1811. Très proche des Bourbons en exil, il en fait les invités d’Honneurs lors du souper de 3000 couverts à Carlton House, marquant l’inauguration de sa régence.

### Exercice de la fonction
Le régent laisse ses ministres gérer les affaires gouvernementales et s'implique beaucoup moins dans la politique que son père. Le principe selon lequel la Couronne accepte comme Premier ministre la personne qui contrôle la majorité à la Chambre des Communes, que le roi l'apprécie ou non, est instauré. Ses gouvernements, sans grand soutien de la part du régent, président à la victoire lors des guerres napoléoniennes, négocient les traités de paix et tentent de gérer les malaises sociaux et économiques qui suivent. L'une des principales questions de l'époque est l'émancipation des catholiques ; ces derniers sont en effet victimes de nombreuses restrictions politiques. Les Tories, menés par le Premier ministre Spencer Perceval, sont opposés à cette émancipation alors que les Whigs y sont favorables. Au début de la régence, on s'attend à ce que le prince de Galles soutienne le chef whig, William Grenville, mais il ne le nomme pas immédiatement Premier ministre. Influencé par sa mère, il affirme que le congédiement soudain du gouvernement tory causerait trop de dégâts sur la santé du roi (un fervent partisan des Tories), éliminant ainsi toute chance de convalescence.

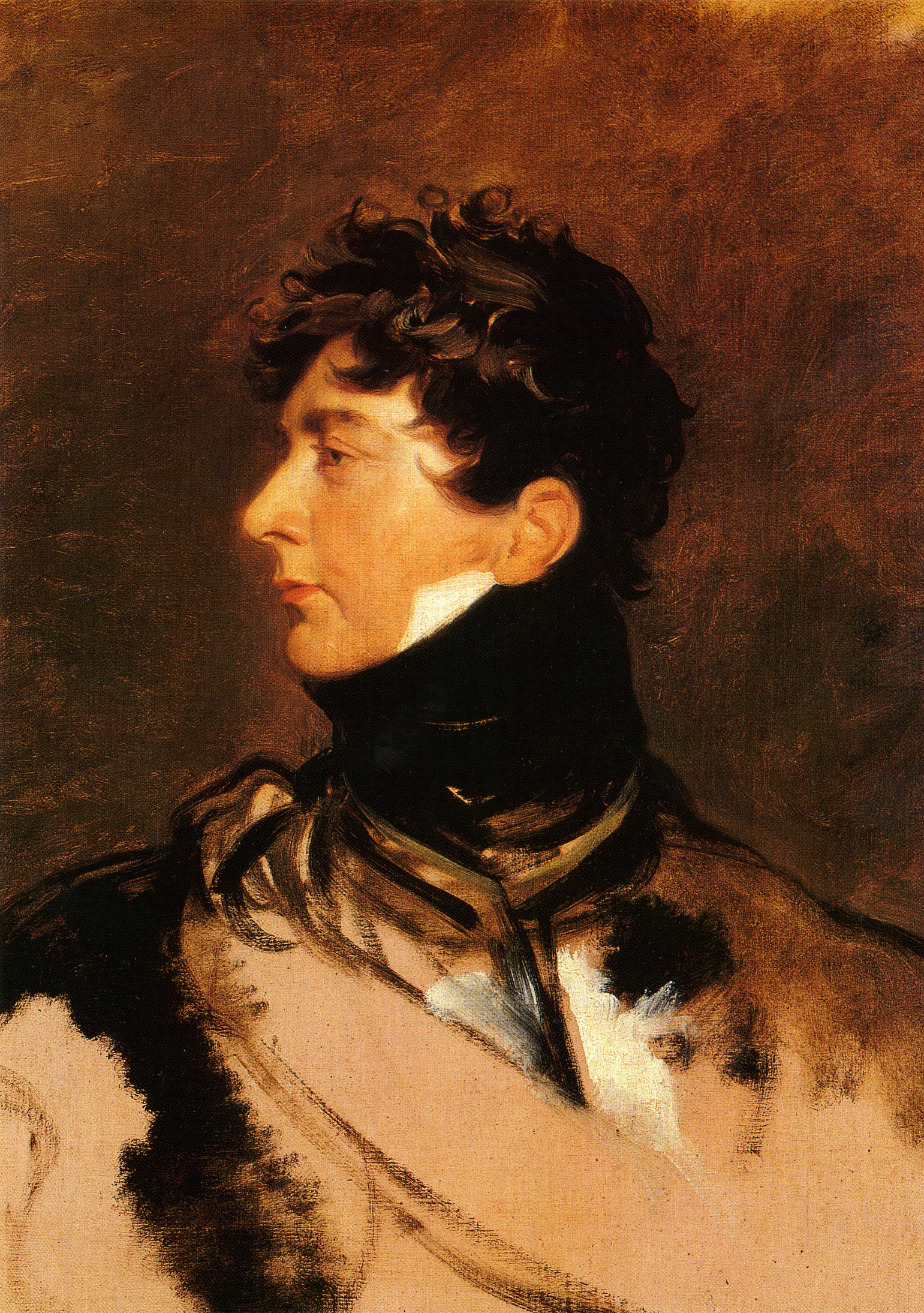
Le prince-régent par Thomas Lawrence vers 1814.

En 1812, lorsqu'il apparait qu'il est improbable que le roi puisse récupérer, le prince de Galles refuse à nouveau de soutenir la mise en place d'une administration whig. Au contraire, il demande aux Whigs de rejoindre l'administration de Spencer Perceval. Les Whigs refusent toute coopération avec les Tories en raison du problème de l'émancipation des catholiques qui les oppose. À contrecœur, le prince de Galles conserve Spencer Perceval au poste de Premier ministre.
Le 10 mai 1812, Spencer Perceval est assassiné par John Bellingham. Le prince-régent maintient tous les membres du ministère Perceval mais les place sous la direction d'un nouveau chef. La Chambre des Communes réclame formellement une « administration forte et efficace » et le prince de Galles offre la conduite du gouvernement à Richard Wellesley puis à Francis Rawdon-Hastings. Les deux tentatives sont un échec, cependant, le prince de Galles force chacun des deux partis à construire un ministère bipartisan au moment où ni l'un ni l'autre ne souhaitent se partager les pouvoirs. Le prince de Galles profite probablement de l'échec des deux pairs comme un prétexte pour remettre en place le ministère Perceval avec Lord Liverpool au poste de Premier ministre.

### Guerres contre l'empereurNapoléonIer
Les Tories, à la différence des Whigs tels que Lord Grey, mènent une guerre sans merci à Napoléon Ier. L'alliance de la Prusse, de la Russie, de l'Autriche, du Royaume-Uni et de différents petits États contribue à l'abdication de Napoléon Ier le 6 avril 1814. Lors du Congrès de Vienne, il est décidé que l'électorat de Hanovre, en union personnelle avec le Royaume-Uni depuis 1714, soit élevé au rang de royaume. Le 30 décembre 1814, le prince-régent signe et ratifie le traité de Gand mettant fin à la guerre de 1812 contre les États-Unis. De retour de l'île d'Elbe, Napoléon Ier est vaincu à Waterloo le 18 juin 1815 par Arthur Wellesley de Wellington, frère de Richard Wellesley.

### Amateur d'art et collectionneur
Pendant cette période de la Régence, le prince de Galles s'intéresse à la mode et aux arts, Beau Brummel et l'architecte John Nash créent le style Regency. À Londres, Nash conçoit les alignements de maisons du Regent's Park et de Regent Street.
Le prince-régent se passionne pour les stations thermales, il achète le Brighton Pavilion qu'il fait transformer en palais fantastique par John Nash, qui prend pour modèle le « gothique indien » inspiré du Taj Mahal avec l'intérieur décoré dans l'extravagant style « indien » et « chinois ».
Il commande à Thomas Lawrence une importante série de portraits de souverains, hommes d'état et généraux, qu'il fait installer dans la salle Waterloo au château de Windsor.
Collectionneur d'art ancien, notamment du mobilier et les objets d'art décoratif du XVIIIe français , dont la porcelaine de Sèvres, goût qu'il partage avec lord Lascelles (1764-1814).

## Roi du Royaume-Uni

### Accession au trône

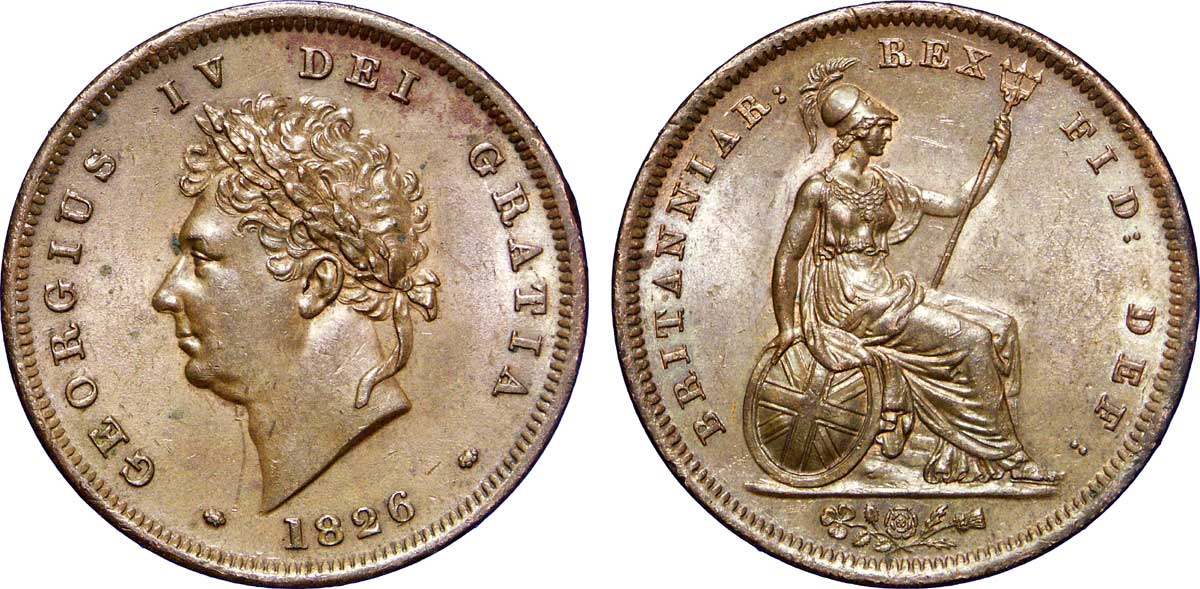
1 penny à l'effigie de Georges IV.

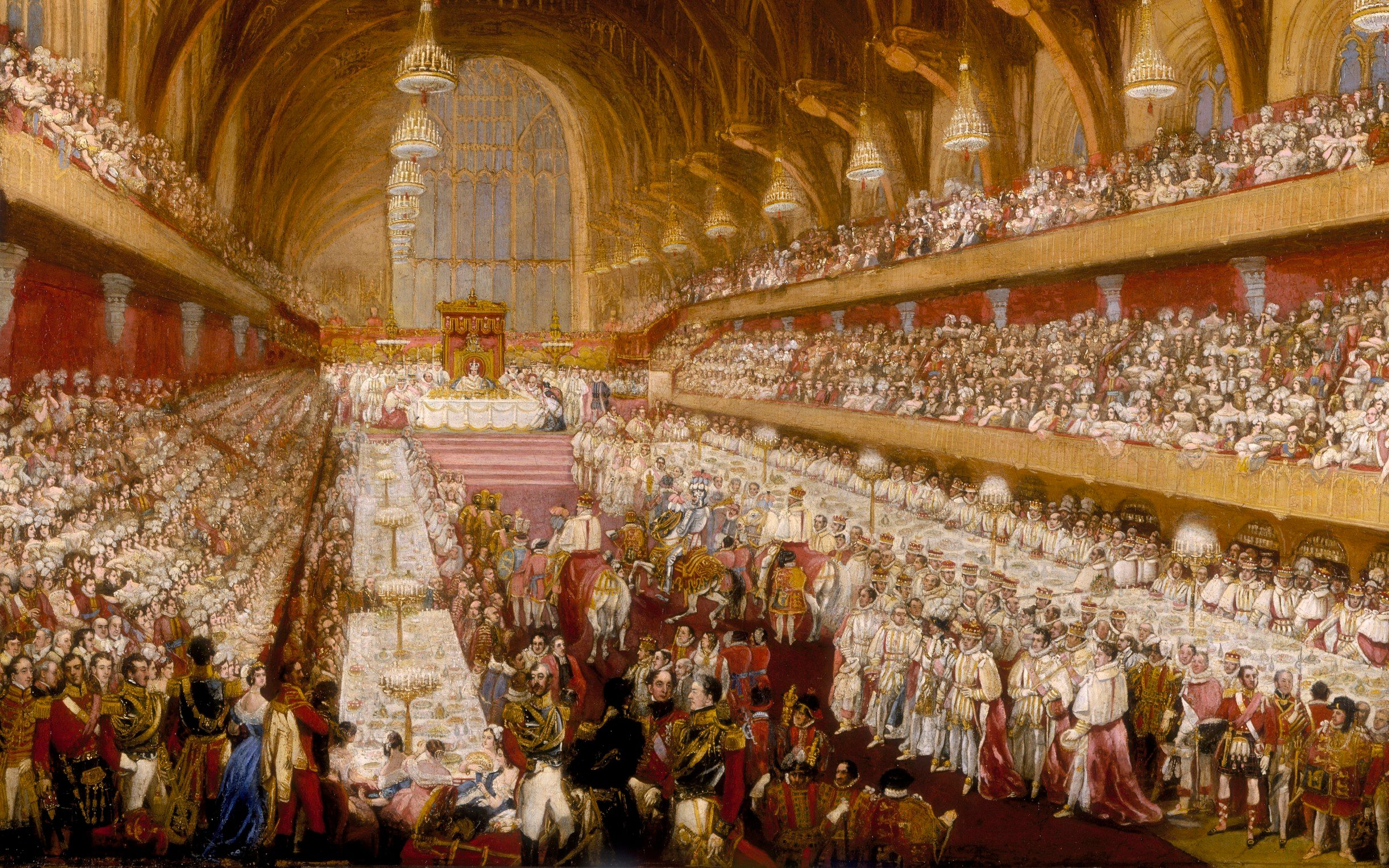
Le banquet de couronnement de George IV à Westminster Hall le 19 juillet 1821.

Lorsque George III meurt en 1820, le prince-régent alors âgé de 57 ans monte sur le trône en tant que George IV sans beaucoup d'évolution sur les pouvoirs qu'il détient depuis sa régence. Au moment de son accession au trône, George IV est déjà un homme obèse et probablement intoxiqué au laudanum.

### Relation avec son épouse
Les relations entre George IV et son épouse Caroline sont déjà difficiles avant son accession au trône. Ils vivent séparément depuis 1796 et les deux entretiennent des aventures extra-conjugales. En 1814, Caroline quitte la Grande-Bretagne pour se rendre en Europe mais elle choisit de rentrer pour assister au couronnement de son époux et de revendiquer publiquement son titre de reine consort. Cependant, George IV refuse de lui accorder le statut de reine et demande à ses ambassadeurs de s'assurer que les monarques étrangers fassent de même. Sur ordre de George IV, le nom de Caroline est omis du livre de la prière commune, la liturgie de l'Église d'Angleterre. Le roi tente de divorcer, mais ses conseillers lui indiquent que toute démarche dans ce sens pourrait impliquer la publication de détails prouvant ses relations adultères. Par conséquent, il demande le passage de la Pains and Penalties Bill de 1820 sous laquelle le Parlement aurait pu imposer des sanctions juridiques sans procès. La loi permet d'annuler le mariage et de retirer le titre de reine à Caroline. La loi se révèle extrêmement impopulaire auprès du public et est retirée du Parlement. George IV décide néanmoins d'exclure son épouse, Caroline de Brunswick, de son couronnement à l'abbaye de Westminster, le 19 juillet 1821. Caroline de Brunswick tombe malade le même jour et meurt le 7 août 1821. Au terme de sa vie, elle déclare souvent qu'elle pense avoir été empoisonnée.

### Couronnement et début du règne

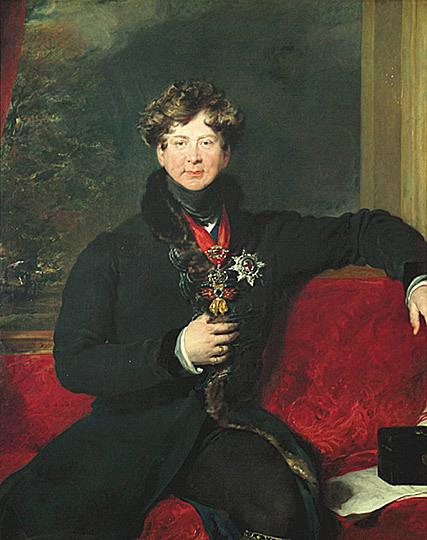
Portrait de George IV réalisé par Thomas Lawrence vers 1822.

Le couronnement extravagant de Georges IV coûte environ 243 000 £ (environ 30,061 millions de livres de 2011,) ; par comparaison, celui de son père n'avait coûté que 10 000 £ (environ 1,237 millions de livres de 2011,). Malgré son coût exorbitant, c'est un événement populaire. En 1821, le roi devient le premier monarque britannique à visiter l'Irlande depuis Richard II d'Angleterre au XIVe siècle. L'année suivante, il visite Édimbourg.

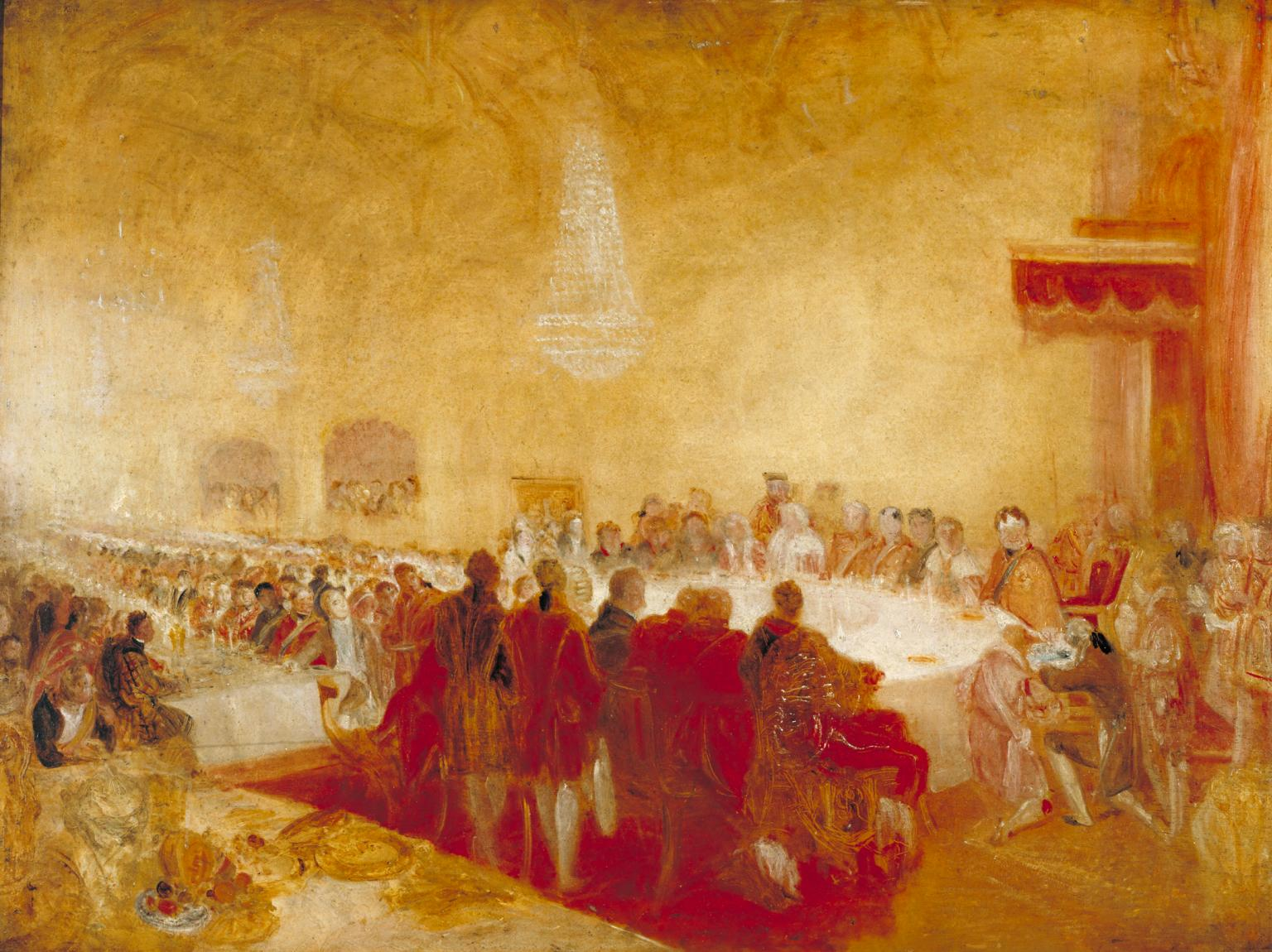
George IV au banquet du prévôt, Parlement d'Édimbourg
inachevé
William Turner, 1822
Tate Britain, Londres

Sa visite de l'Écosse, organisée par Walter Scott, est la première d'un monarque depuis Charles Ier d'Angleterre au XVIIe siècle. Elle est immortalisée par William Turner dans une toile inachevée conservée à la Tate Britain de Londres.

### Exercice du pouvoir royal
George IV vit la majeure partie de son règne seul au château de Windsor, il continue néanmoins de s'immiscer dans les affaires politiques. Les contemporains estiment d'abord qu'il apporterait son soutien à l'émancipation des catholiques car en 1797, il a présenté une loi d'émancipation pour les catholiques irlandais. Mais, ses vues anti-catholiques deviennent claires dès 1813. En 1824, il dénonce l'émancipation des catholiques en public. Ayant prononcé le serment lors de son couronnement de protéger la religion protestante dans son royaume, George IV avance qu'il ne pourrait soutenir aucune mesure pro-catholique. L'influence de la Couronne britannique est si forte et la volonté des Tories sous Lord Liverpool si grande que l'émancipation des catholiques semble impossible à obtenir. Cependant en 1827, Lord Liverpool se retire. Il est remplacé le 12 avril 1827 par George Canning qui prône l'émancipation. Lorsque Canning prend ses fonctions, le roi, jusque-là instruisant en privé ses ministres sur la question catholique, pense qu'il serait bon de faire une déclaration publique sur le fait que son opinion sur la question était celle de son père, George III.

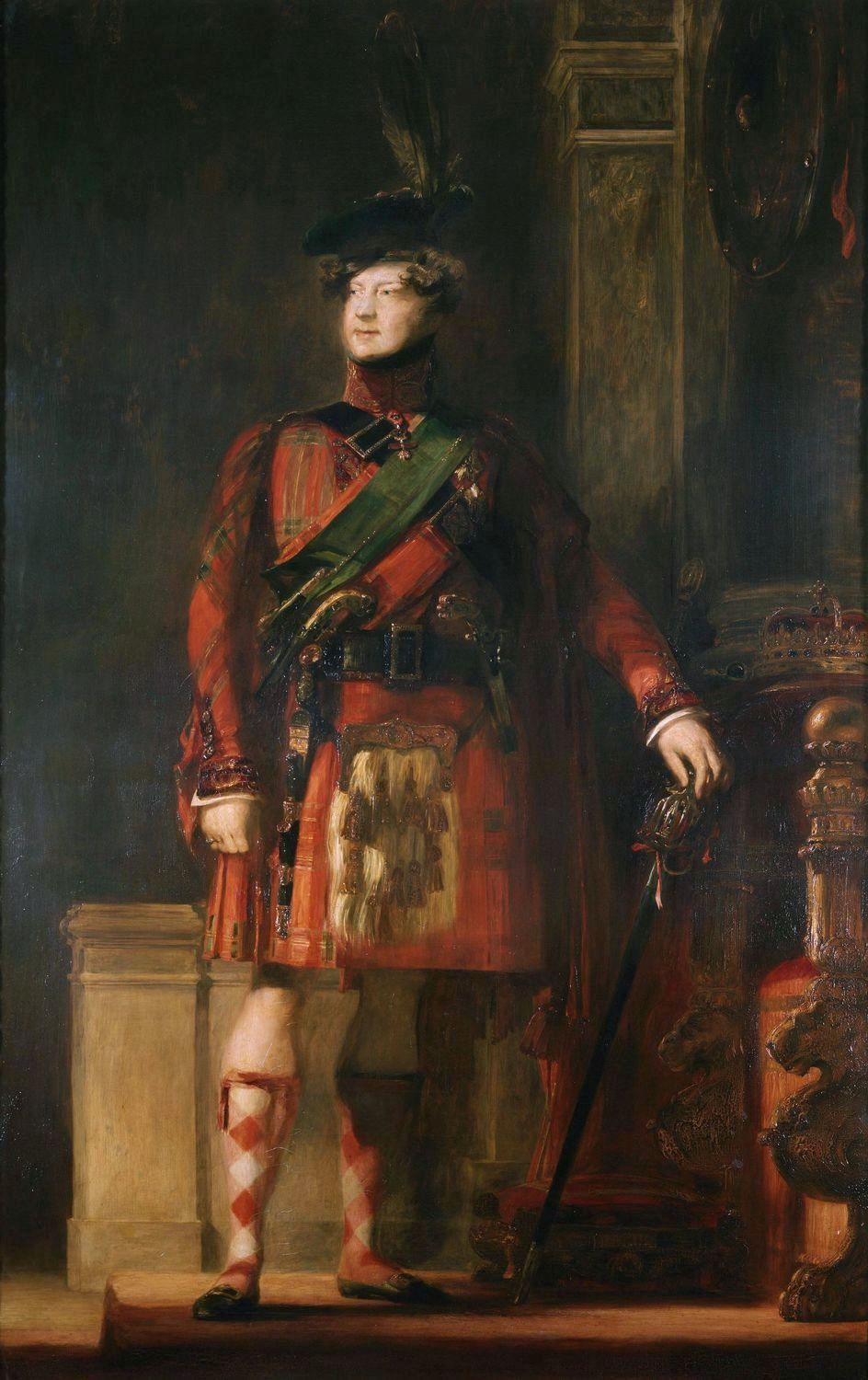
Peinture de George IV réalisée par David Wilkie en 1829 représentant le roi durant sa visite de l'Écosse en 1822.

Les idées de George Canning sur la question catholique se sont pas bien reçues par les Tories les plus conservateurs tels que le duc de Wellington. En conséquence, le ministère est dans l'obligation d'inclure des Whigs. George Canning meurt le 8 août 1827, laissant le soin à Frederick John Robinson de mener la fragile coalition tories-whigs. Lorsque Lord Goderich quitte ses fonctions en 1828 et est remplacé par le duc de Wellington qui, à cette époque avait accepté le retrait de certaines mesures d'aide aux catholiques, cette politique devient indéfendable,. Avec de grandes difficultés, le 29 janvier 1829, Lord Wellington obtient le consentement de Georges IV concernant l'introduction de la loi de l'émancipation des catholiques. Sous la pression de son frère cadet, le duc de Cumberland (futur Ernest-Auguste Ier de Hanovre), farouchement anti-catholique, George IV retire son approbation. En protestation, tous les membres du Cabinet démissionnent le 4 mars 1829. Le 13 avril 1829, Georges IV accorde finalement à contre-cœur son assentiment au Roman Catholic Relief Act,.

### Fin de règne et mort

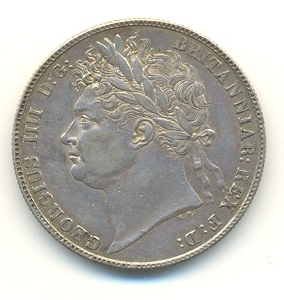
Pièce de 1821 à l'effigie de George IV. L'inscription GEORGIUS IIII D[ei] G[ratia] BRITANNIAR[um] REX F[idei] D[efensor] signifie « George IV, par la grâce de Dieu, roi de Grande-Bretagne, défenseur de la foi ».

L'alcool et le style de vie de George IV sont nuisibles à sa santé. Son goût pour les repas riches et copieux et l'alcool le conduisent à développer une surcharge pondérale importante. Lors de ses rares sorties, il est la risée du public. En 1797, il atteint 111 kg et en 1824, sa gaine est fabriquée pour un tour de taille de 127 cm. Il est atteint de goutte, d'artériosclérose, de cataracte et probablement de porphyrie ; il reste des journées entières alité, souffrant de dyspnées qui le laissent à demi-asphyxié. Certains rapports avancent qu'il montre également des signes d'instabilité mentale vers la fin même s'ils étaient moins graves que ceux de son père ; il déclare par exemple qu'il avait participé à la bataille de Waterloo. Ceci aurait été un signe de démence ou une simple plaisanterie pour ennuyer le duc de Wellington. Le matin du 26 juin 1830, vers 3 h 30, George IV meurt à l'âge de 67 ans, au château de Windsor. Il aurait déclaré « Bon Dieu, qu'est-ceci ? » puis il aurait étreint la main de son page et dit « Mon garçon, ceci est la mort ». Il est inhumé en la chapelle Saint-Georges du château de Windsor le 15 juillet, aux côtés de son père.

### Succession au trône
Son seul enfant légitime, la princesse Charlotte, est morte en 1817 des suites de complications post-partum après avoir donné naissance à un enfant mort-né. Le second fils de George III du Royaume-Uni, Frederick d'York, étant mort en 1827, c'est son frère le troisième fils de George III, le prince Guillaume, qui monte sur le trône en tant que Guillaume IV.

## Héritage

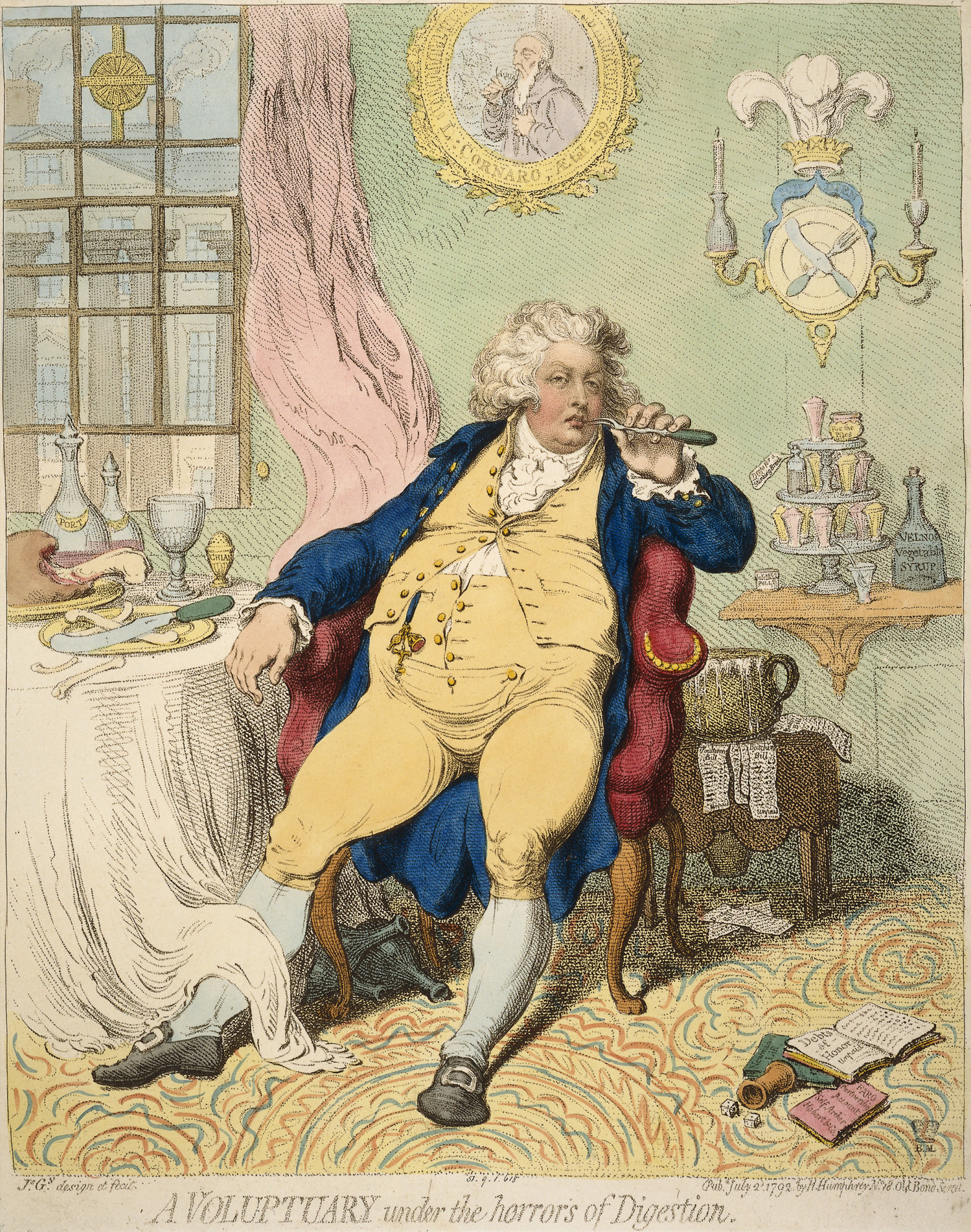
Un goinfre dans les horreurs de la digestion, une caricature de 1792 réalisée par James Gillray lorsque George était prince de Galles.

Ses dernières années sont marquées par la détérioration de sa santé mentale et par son retrait des affaires publiques. Un aide du roi écrit dans son journal : « Un chien plus méprisable, lâche, égoïste et insensible n'existe pas… Il y a eu des rois bons et sages mais ils ne furent pas nombreux… et je crois que c'est l'un des pires ».
À la mort de George IV, The Times capture le sentiment général en écrivant : « Il n'y a jamais eu une personne moins regrettée par ses semblables que ce roi défunt. Quel œil a pleuré pour lui ? Quel cœur a poussé un soupir d'une tristesse désintéressée ? Si jamais il avait eu un ami, un ami dévoué, nous nous défendons d'avoir jamais connu son nom ».
Durant la crise politique causée par l'émancipation des catholiques, le duc de Wellington déclare que George était le « pire homme qu'il ait jamais rencontré dans toute sa vie, le plus égoïste, le plus faux, le plus méchant sans une seule qualité rédemptrice » mais dans l'eulogie délivrée à la Chambre des Lords, il l'appele l'« homme le plus accompli de son époque » et il loue son talent et ses connaissances. Les véritables sentiments de Wellington se trouvent probablement entre ces deux extrêmes ; comme il le déclare ultérieurement, George IV était « un extraordinaire mécène des arts… le mélange le plus extraordinaire de talent, d'esprit, de bouffonnerie, d'obstination et de bons sentiments, bref un mélange des qualités les plus opposées que j'ai jamais vues dans n'importe quelle personne dans ma vie ».
George IV est décrit comme le « premier gentleman d'Angleterre » du fait de ses manières. Il possède certainement de nombreuses qualités, il est décrit comme intelligent, brillant et instruit. Cependant, sa fainéantise et sa gloutonnerie le poussent à gaspiller beaucoup de ses talents. Comme The Times l'écrit, il préfère « une fille et une bouteille à la politique et à un sermon ».
Il existe de nombreuses statues de George IV dont beaucoup sont érigées durant son règne. En Grande-Bretagne, on trouve une statue équestre en bronze réalisée par Francis Chantrey à Trafalgar Square et une autre à l'extérieur du Royal Pavilion à Brighton.

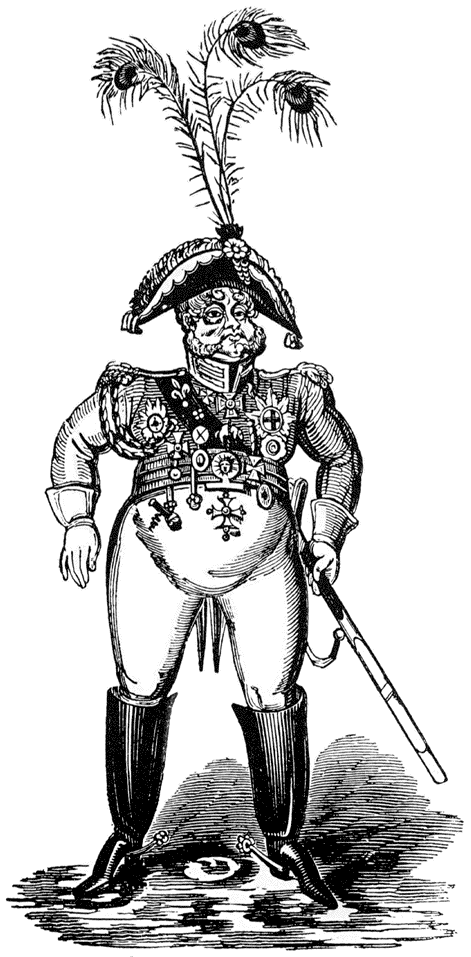
Caricature de 1819 réalisée par George Cruikshank.

À Édimbourg, le George IV Bridge est l'une des principales rues de la ville ; elle est conçue par l'architecte Thomas Hamilton en 1829 et terminée en 1835. La gare de King's Cross, aujourd'hui un important nœud ferroviaire à la limite des quartiers de Camden et d'Islington dans le nord de Londres tire son nom d'un monument érigé en l'honneur de George IV au début des années 1830.
La période de la régence voit une évolution de la mode qui est largement déterminée par George. Après que ses opposants politiques eurent imposé une taxe sur la poudre à perruque, il abandonna la perruque. Il portait des couleurs plus sombres que ce qui était à la mode car cela l'aidait à dissimuler sa taille, il privilégiait les pantalons aux chausses car ils étaient plus lâches et il popularisa le col haut qui dissimulait son double menton. Sa visite de l'Écosse en 1822 mène à un retour, si ce n'est à la création, du tartan écossais tel qu'il est connu aujourd'hui.
George IV a été joué à l'écran par :
- Holmes Herbert dans le film muet A Stage Romance (1922) tiré de la pièce Kean d'Alexandre Dumas, père ;
- Willard Louis dans le film muet Beau Brummel (1924) tiré de la pièce de Clyde Fitch ;
- Lumsden Hare dans le film La Maison des Rothschild (1934) ;
- Nigel Bruce dans le film Le Mouron rouge (1934) tiré des pièces d'Emma Orczy ;
- Olaf Hytten dans le film Becky Sharp (1935) tiré du roman La Foire aux vanités de William Makepeace Thackeray ;
- Hugh Huntley dans le film Le Pacte (1936) ;
- Raymond Lovell dans le film L'Homme en gris (1943) ;
- Michael Dyne dans le film La Duchesse des bas-fonds (1945) ;
- Cecil Parker dans le film The First Gentleman (1948) ;
- Jack Hawkins dans le film The Elusive Pimpernel (1950) ;
- Peter Ustinov dans le film Le Beau Brummel (1954) ;
- Roy Kinnear dans le film Melinda (1970) tiré de la comédie musicale d'Alan Jay Lerner et de Burton Lane ;
- Ralph Richardson dans le film Lady Caroline Lamb (1972) ;
- Julian Fellowes dans les téléfilms Le Mouron rouge (1982) et Sharpe's Regiment (1996), dont le dernier est tiré du roman de Bernard Cornwell ;
- Roy Dotrice dans la série Shaka Zulu (1986), tirée du roman de Joshua Sinclair ;
- Hugh Laurie dans la série La Vipère noire (1987) ;
- John Sessions dans le film Princesse Caraboo (1994) ;
- Rupert Everett dans le film La Folie du roi George (1994) ;
- Richard E. Grant dans le docufiction A Royal Scandal (1996) ;
- Hugh Bonneville dans le téléfilm Beau Brummell: This Charming Man (2006) ;
- Mark Gatiss dans la série Taboo (2017).
- Ryan Gage dans la série La Reine Charlotte : Un chapitre Bridgerton (2023).

## Titres, honneurs et armoiries

### Titres
- 12 août 1762 - 19 août 1762 : Son Altesse Royale le duc de Cornouailles
- 19 août 1762 - 29 janvier 1820 : Son Altesse Royale le prince de Galles
- 5 février 1811[38] - 29 janvier 1820 : Son Altesse Royale le prince régent
- 1er octobre 1814 - 29 janvier 1820 : Son Altesse Royale le prince héritier de Hanovre
- 29 janvier 1820 - 26 juin 1830 : Sa Majesté le roi

Dans l'acte du Parlement qui instaure la régence, le titre formel du prince en tant que régent est « régent du Royaume-Uni de Grande-Bretagne et d'Irlande » et par conséquent, durant la période de la régence, son titre officiel est « Son Altesse Royale le prince de Galles, régent du Royaume-Uni de Grande-Bretagne et d'Irlande ». Le titre simplifié de « Son Altesse Royale le prince de Galles » est plus commun dans les documents officiels. Le titre officiel de George IV en tant que roi était « George IV, par la Grâce de Dieu, roi du Royaume-Uni de Grande-Bretagne et d'Irlande, défenseur de la foi ». Avant son accession au trône, il est également prince héritier de Hanovre.

### Honneurs civils

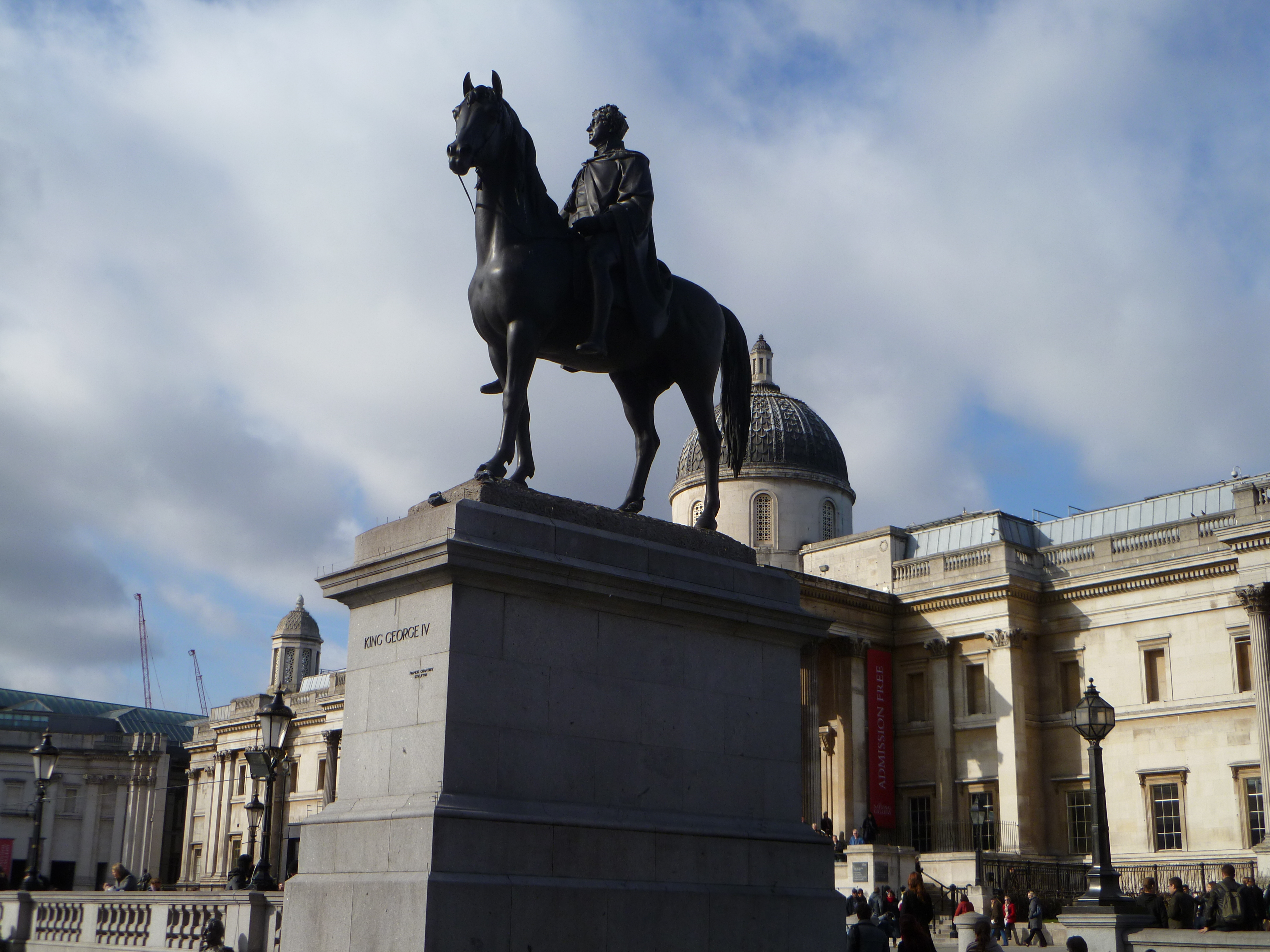
Statue équestre de George IV à Trafalgar Square (Londres).

- KG :  Chevalier de l'ordre de la Jarretière, 26 décembre 1765 - 29 janvier 1820
- KT :  Chevalier de l'ordre du Chardon, en tant que régent, assumé de manière informelle, 5 novembre 1811 - 29 janvier 1820
- KP :  Chevalier de l'ordre de Saint-Patrick, en tant que régent, assumé de manière informelle, 5 novembre 1811 - 29 janvier 1820
- GCB :  Chevalier Grand Croix de l'ordre du Bain, en tant que régent, assumé de manière informelle, 2 janvier 1815 - 29 janvier 1820
- GCH :  Chevalier Grand Croix de l'ordre royal des Guelfes, en tant que régent, assumé de manière informelle, 12 août 1815 - 29 janvier 1820
- GCMG :  Chevalier Grand Croix de l'ordre de Saint-Michel et Saint-George, en tant que régent, assumé de manière informelle, 27 avril 1818 - 29 janvier 1820
- PC : Conseiller privé, 29 août 1783 - 29 janvier 1820

Royaume de France
- 20 avril 1814 : Chevalier de l’Ordre du Saint-Esprit.

### Honneurs militaires
- 4 mars 1766 : capitaine-général et colonel de l'Honourable Artillery Company
- 18 juillet 1796 - 29 janvier 1820 : colonel du 10e régiment de hussards royaux, Prince of Wales' Own
- 25 juillet 1815 : colonel en chef des 1er et 2e régiments des Life Guards
- Field Marshal en 1815

### Armoiries
En tant que prince de Galles, les armoiries de George sont les armoiries royales du Royaume-Uni différenciées par un lambel de trois points argent. Les armoiries incluent le cimier royal et un support mais avec une seule couronne et un lambel similaire. Ses armoiries suivent les changements dans les armoiries royales en 1801 lorsque le quart du Hanovre devient un écu et le quart français est abandonné. L'altération de 1816 ne l'affecte pas car elles ne s'appliquent qu'aux armoiries du roi.
Les armoiries utilisées par le roi sont celles des deux royaumes, le Royaume-Uni et le Hanovre superposés : écartelé, 1 et 4, trois lions en pal or (qui est Angleterre), au 2, d'or, au lion de gueules, au double trescheur fleuronné et contre-fleuronné du même (qui est Écosse), au 3, d'azur, à la harpe d'or, cordée d'argent (qui est Irlande) sur le tout tiercé en pairle renversé (qui est Hanovre), 1, de gueules, à deux léopards d'or ; 2, d'or (pour le Brunswick), semé de cœurs de gueules, au lion d'azur (qui est Lunebourg), armé et lampassé du deuxième, brochant sur le tout ; 3, de gueules, au cheval cabré d'argent (qui est Westphalie), harnaché d'or et surmonté de la couronne de la couronne de Saint-Édouard ; sur le tout de gueules à la couronne de Charlemagne d'or.

Armoiries de 1762 à 1801 en tant que prince de Galles.
Armoiries de 1801 à 1820 en tant que prince de Galles et prince régent.
Armoiries du roi George IV.
Armoiries du roi George IV (en Écosse).